# Uche Okechukwu
Uche Alozie Okechukwu, nigerijski nogometaš, * 27. september 1967, Lagos, Nigerija.
Sodeloval je na nogometnemu delu poletnih olimpijskih iger leta 1996 in osvojil naslov olimpijskega prvaka.